# Grande
Grande (niederdeutsch Grann) ist eine Gemeinde im Kreis Stormarn in Schleswig-Holstein.

## Geografie

### Geografische Lage
Das Gemeindegebiet von Grande erstreckt sich auf dem nördlichen Uferbereich des Flusses Bille sowie nördlich des gemeindefreien Forstgutbezirkes Sachsenwald. Naturräumlich wird es zum südöstlichen Teilbereich der Haupteinheit Ostholsteinisches Hügel- und Seenland, einem Teilgebiet des Schleswig-Holsteinischen Hügellandes zugeordnet.

### Ortsteile
Neben dem namensgebenden Dorf (Grande), wird mit der Streusiedlung Granderheide, ein weiterer Wohnplatz der Gemeinde zugerechnet.

### Nachbargemeinden
Das Gemeindegebiet wird nach außen unmittelbar umlagert von:
| Rausdorf | Großensee                                   | Trittau    |
| Witzhave | Kompassrose, die auf Nachbargemeinden zeigt |            |
|          | Sachsenwald                                 | Kuddewörde |

## Geschichte

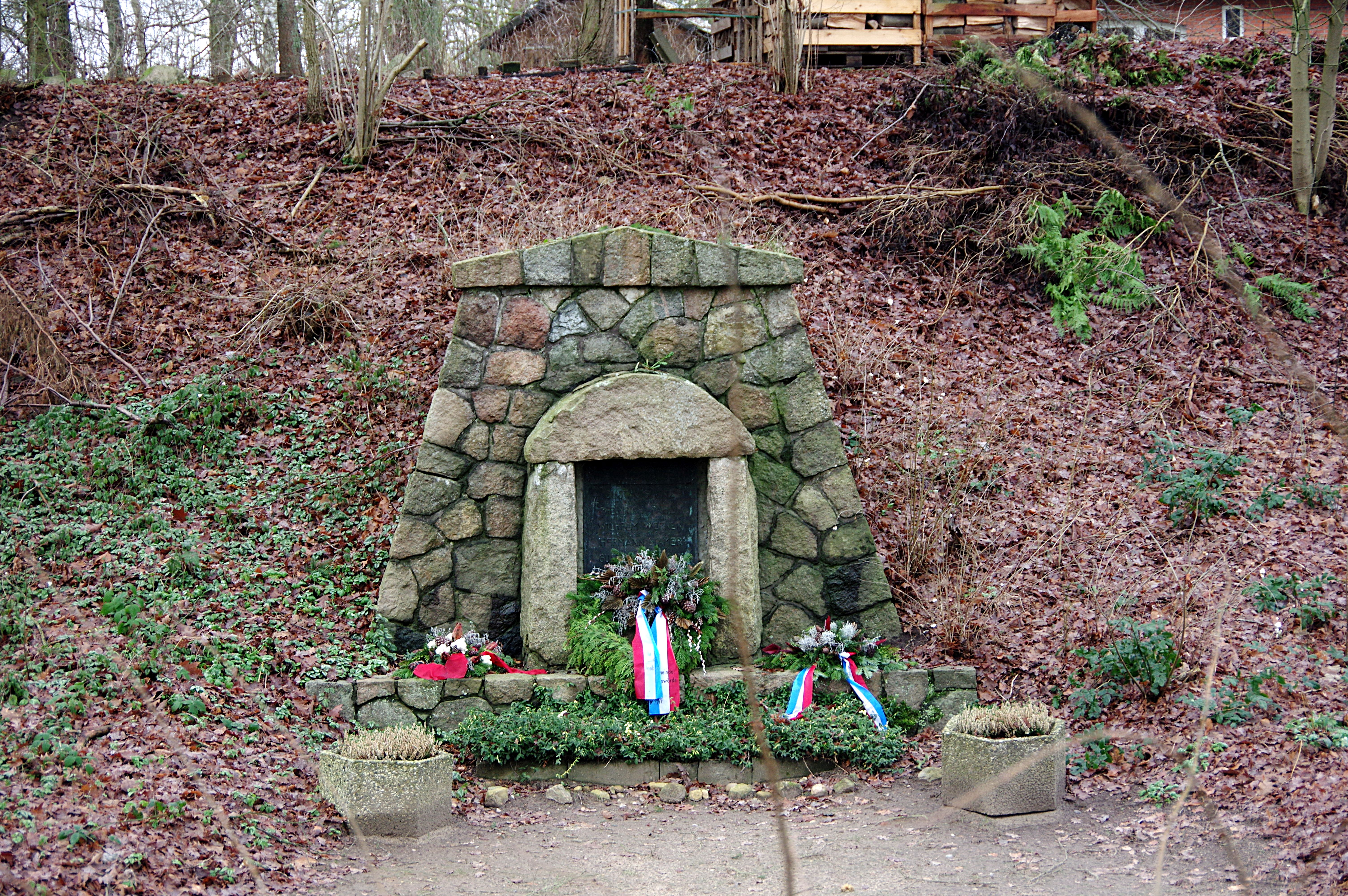
Kriegerdenkmal in Grande

Grande wurde erstmals 1248 urkundlich erwähnt. Es dürfte jedoch älter sein, da die Urkunde vom Wechsel aus dem Kirchspiel Steinbek in das Kirchspiel Trittau spricht. Ende des 13. Jahrhunderts erwarb das Kloster Reinbek das Eigentum an Grande. Nach Auflösung des Klosters im Rahmen der Reformation 1529 kam der Ort zum landesherrlichen Amt Reinbek. 1609 wechselte Grande im Rahmen von Gebietsbereinigungen in das landesherrliche Amt Trittau. Grande gehörte zu den 17 so genannten Holzdörfern.
Seit Einführung der preußischen Kommunalverfassung 1889 gehörte Grande zum Amtsbezirk Trittau im Kreis Stormarn, der 1948 im heutigen Amt Trittau aufging.
Grande gehörte ursprünglich zum Kirchspiel Steinbek. Bei Gründung des Kirchspiels Trittau im Jahre 1248 wurde dieses für die geistliche Versorgung von Grande zuständig.

## Politik

### Gemeindevertretung
Bei der Kommunalwahl am 14. Mai 2023 wurden insgesamt neun Sitze vergeben. Von diesen erhielt die Grander Wählergruppe fünf Sitze, die Wählergemeinschaft Grande vier Sitze.

### Wappen
Blasonierung: „Von Grün und Gold durch einen schräglinken silber-blauen Wellenbalken geteilt. Oben zwei silberne Tannen, unten am linken Schildrand ein rotes oberschlächtiges Mühlrad.“

## Kultur und Sehenswürdigkeiten
Die alte Grander Wassermühle, früher eine Kornmühle, liegt in Kuddewörde am jenseitigen Ufer der Bille.